# 上高地に消えた女
『上高地に消えた女』（かみこうちにきえたおんな）は、1990年にテレビ朝日系「土曜ワイド劇場」で放送されたテレビドラマ。主演は岡江久美子。視聴率は16.7%。

## キャスト
- 並木裕子（スポーツクラブ会員） - 岡江久美子
- 河本真紀子（スポーツクラブインストラクター） - 夏樹陽子
- 井関久美（スポーツクラブインストラクター） - 音無真喜子
- 富江（スポーツクラブ会員） - 白川和子
- 松本署刑事 - 佐原健二
- 西（スポーツクラブ事務局長） - 赤塚真人
- 河本邦明（真紀子の夫） - 柴俊夫
- 阿部祐二、三田篤子、寺戸千恵美、江馬小百合、堀江淳子、岩城和男、岸本功、藤井映子、松田麗子、星野香織、小田文隆、島岡安芸和、嶋田隆太

## スタッフ
- 原作 - 長井彬『殺人路・上高地』
- 脚本 - 石松愛弘
- 監督 - 野田幸男
- 音楽 - 毛利蔵人
- エアロビクス指導 - 岡本真佐子
- プロデューサー - 渡邊毅、風野健治、千野栄彦、佐藤凉一
- 制作 - テレビ朝日、東宝